# Piazza di Cestello
Piazza di Cestello è una piazza di Firenze dominata dalla facciata della chiesa di San Frediano in Cestello, dalla quale prende il nome.

## Storia e descrizione
La chiesa è molto antica, del XII secolo, ma il suo aspetto attuale risale al periodo tra la fine del XVII, quando vi arrivarono i monaci cistercensi, e il primo XVIII, quando fu completata la decorazione con la cupola di Antonio Maria Ferri. Dopo la soppressione del convento nel 1783, grazie all'intervento dell'arcivescovo Antonio Martini, venne riusato come sede del Seminario diocesano. All'interno del complesso religioso vi sono due chiostri e varie opere d'arte, oltre a un'importante biblioteca che conserva il celebre Codice Rustici (1448), oltre ad altri codici medievali.
La piazza è dominata dalla mole della chiesa e vi si accede dal Lungarno Soderini, da via Cestello e da via del Piaggione, il cui nome ricorda come un tempo questi luoghi degradassero verso il fiume quasi a formare una sorta di spiaggetta.
Il nome Cestello deriva dai monaci cistercensi, detti anche frati del cestello. Anticamente si chiamava Piazza dell'Uccel Grifagno, perché qui esisteva un tiratorio dell'Arte della Lana con tale curioso nome.
Nel 1695 fu costruito dall'architetto Giovan Battista Foggini, per volontà del Granduca Cosimo III de' Medici, il Granaio dell'Abbondanza al fine di provvedere alla conservazione del grano in tempo di carestia. Questo edificio fu poi amministrato dal Magistrato dell'Annona e, nell'Ottocento, divenne Panificio militare, prima di diventare sede della caserma Cavalli. Qui per molto tempo i fiorentini si recarono per ricevere la visita di leva (compito che più recentemente era assolto dalla Caserma Morandi in Via Alamanni, fino alla cessazione dell'obbligo). Oggi la ex caserma, acquistata dalla Fondazione Cassa di Risparmio di Firenze nel 2021, ospita locali notturni e spazi di coworking. 
Fino al XVIII secolo inoltre in questa piazza si tennero le esecuzioni dei militari.
Fra il 1881 e il 1921 la piazza ospitò il capolinea della tranvia Firenze-Signa, che dal 1895 raggiunse Porto di Mezzo costituendo uno dei principali collegamenti con l'area occidentale della città.
Sul lato che guarda verso l'Arno si trova il piccolo Teatro di Cestello, un'istituzione culturale di sapore rionale nella quale vengono rappresentate da una compagnia locale spettacoli in vernacolo fiorentino.
Il quartiere di San Frediano è uno dei pochi del centro storico che sia riuscito a mantenere un verace aspetto rionale tipicamente fiorentino. In questa zona Vasco Pratolini ha ambientato il suo romanzo Le ragazze di San Frediano.